# ヴィクトル・カルペンコ
ヴィクトル・アレクサンドロヴィチ・カルペンコ (英語: Victor Aleksandrovich Karpenko、ロシア語: Виктор Александрович Карпенко、1977年9月7日 - ) は、ウズベキスタン・タシュケント出身の元プロサッカー選手である。現役時代のポジションはMF。カルペンコは通常守備的MFとしてボランチなどの役目を果たすことが多かったが、AFCアジアカップ2011ではサッカーウズベキスタン代表に怪我人が複数出たことで右サイドバックとしてプレーした。

## 経歴
- FKブハラ
- キジルクム・ザラフシャン
- FCシンニク・ヤロスラヴリ
- FCチタ
- FCシンニク・ヤロスラヴリ
- FCソコル・サラトフ
- FCカイラト
- FCブニョドコル
- ロコモティフ・タシュケント
- シュルタン・グザル
- FCブニョドコル

## ウズベキスタン代表
カルペンコはサッカーウズベキスタン代表に2003年に招集されてから通算61試合に出場、4得点を挙げた。2006 FIFAワールドカップ・アジア予選と2010 FIFAワールドカップ・アジア予選ではそれぞれ7試合出場している。2003年4月2日のベラルーシ代表戦で初出場した。

## ウズベキスタン代表での得点
| #  | 日時           | 都市         | 会場                                 | 対戦相手             | 得点時のスコア | 結果 | 大会種別                            |
| -- | -------------- | ------------ | ------------------------------------ | -------------------- | -------------- | ---- | ----------------------------------- |
| 1. | 2003年10月11日 | ドバイ       | アール・ラーシド・スタジアム         | アラブ首長国連邦     | 1–1            | 2–2  | 親善試合                            |
| 2. | 2007年10月13日 | タシュケント | パフタコール・マルカジイ・スタジアム | チャイニーズタイペイ | 5–0            | 9–0  | 2010 FIFAワールドカップ・アジア予選 |
| 3. | 2008年6月2日   | シンガポール | ナショナルスタジアム                 | シンガポール         | 2–1            | 7–3  | 2010 FIFAワールドカップ・アジア予選 |
| 4. | 2011年7月28日  | ビシュケク   | スパルタク・スタジアム               | キルギス             | 1–0            | 3–0  | 2014 FIFAワールドカップ・アジア予選 |